# 이지석 (축구 선수)
이지석(2004년 4월 6일 ~ )은 대한민국의 축구 선수로, 포지션은 수비수이다. 현재 K리그1 FC 서울 소속이다.